# 김미경 (육상 선수)
김미경은 대한민국 육상 마라톤 선수였다. 충남 태안이 고향이다. 1986년 동아마라톤대회 여자부에서 우승을 하였다. 1987년 4월 서울에서 열린 제2회 월드컵 마라톤에서 2시간 32분 40초로 대한민국 여자 최고 기록을 세웠다.

## 개인 최고 기록
| 종목   | 기록            | 날짜         | 대회                | 장소          | 기타  |
| ------ | --------------- | ------------ | ------------------- | ------------- | ----- |
| 마라톤 | 2시간 32분 40초 | 1987. 04. 11 | 제2회 월드컵 마라톤 | 대한민국 서울 | [ 3 ] |